# Anne Iversen
Anne Iversen (née le 12 août 1923 et morte le 6 juillet 2015) est une athlète danoise, spécialiste du saut en hauteur. 
Elle remporte la médaille de bronze du saut en hauteur aux championnats d'Europe 1946, à Oslo, devancée par la Française Anne-Marie Colchen et la Soviétique Aleksandra Chudina. Lors de ces mêmes championnats d'Europe, elle termine 4e du 80 m haies et 5e du saut en longueur.
Elle participe aux Jeux olympiques d'été de 1948 dans l'épreuve du saut en hauteur mais elle ne franchit pas le cap des qualifications.